# Complesso memoriale "Eternitate"
Complesso memoriale "Eternitate" è un memoriale situato a Chișinău, la capitale della Moldavia. Il memoriale si trova lungo via P. Halippa (ex via Maresciallo Malinovsky). È dedicata ai soldati sovietici morti in battaglia nell'Offensiva Iași-Chișinău.

## Storia
Il memoriale è stato creato dagli scultori A. Maiko e I. Poniatowski e dall'architetto A. Minaev. In epoca sovietica il complesso era conosciuto come il "Memoriale della Vittoria". Il monumento è stato realizzato il 9 maggio 1975 in onore dei soldati sovietici morti sul fronte orientale. Il monumento è stato restaurato il 24 agosto 2006, in occasione del 62º anniversario della seconda offensiva Offensiva Iași-Chișinău.

## Descrizione
La parte centrale del memoriale raffigura una piramide fatta di cinque fucili di pietra, incrociati con le rispettive baionette. Il memoriale è alto complessivamente 25 metri e nel centro è presente una stella a 5 punte con una fiamma eterna. Il monumento è sorvegliato da una guardia d'onore dell'esercito moldavo che cambia guardia ogni ora. Le cerimonie di deposizione delle corone si svolgono regolarmente al centro del memoriale durante le festività nazionali. Il 1º agosto 2016, la Banca centrale della Federazione Russa ha emesso una moneta da cinque rubli della serie "Città - capitali di stati liberati dalle truppe sovietiche dagli invasori nazisti", dedicata a Chișinău, il cui rovescio raffigura il memoriale in onore di la seconda Offensiva Iași-Chișinău. Il numero di copie è di due milioni.

## Galleria d'immagini

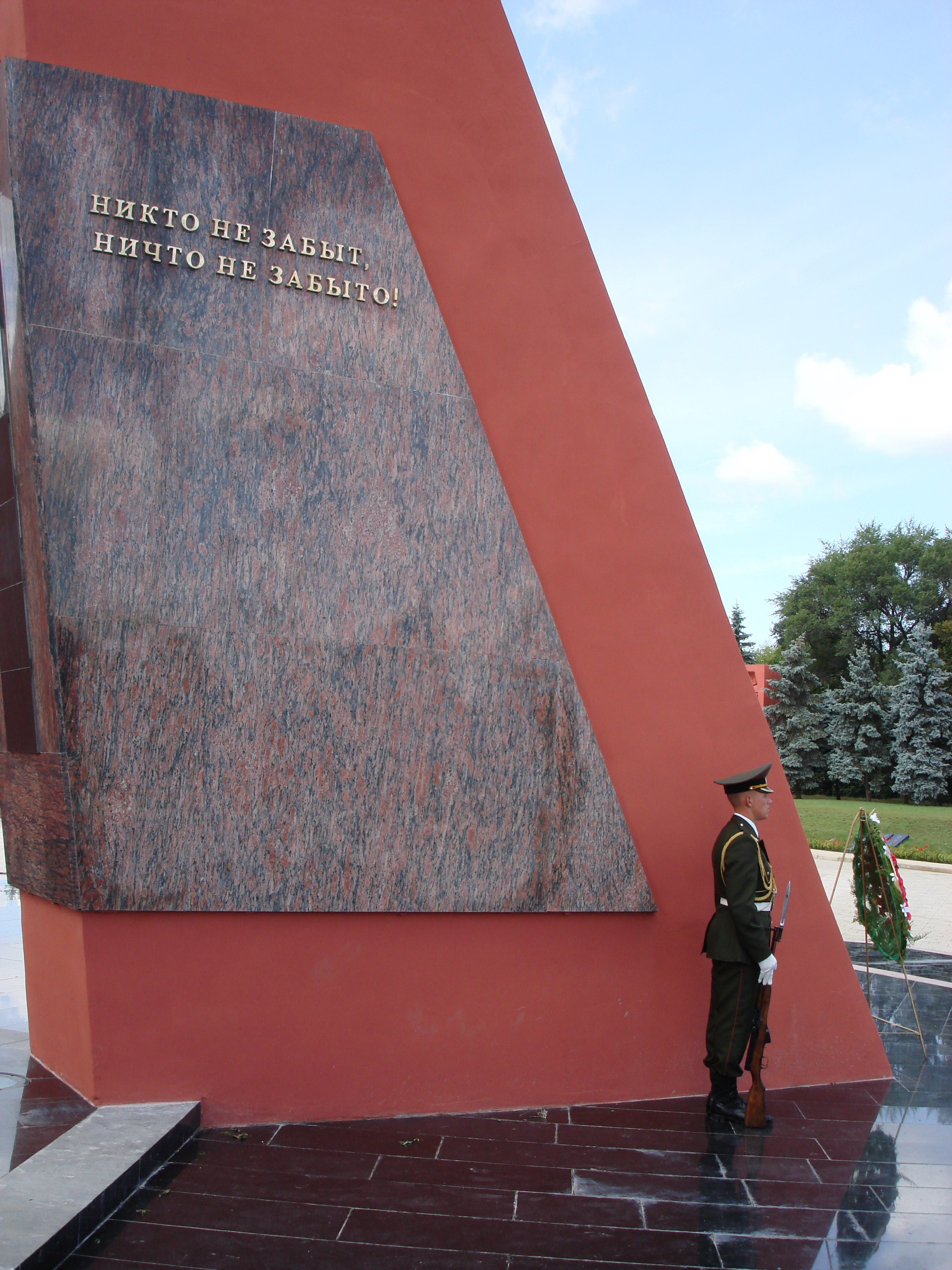
Una guardia d'onore dell'esercito
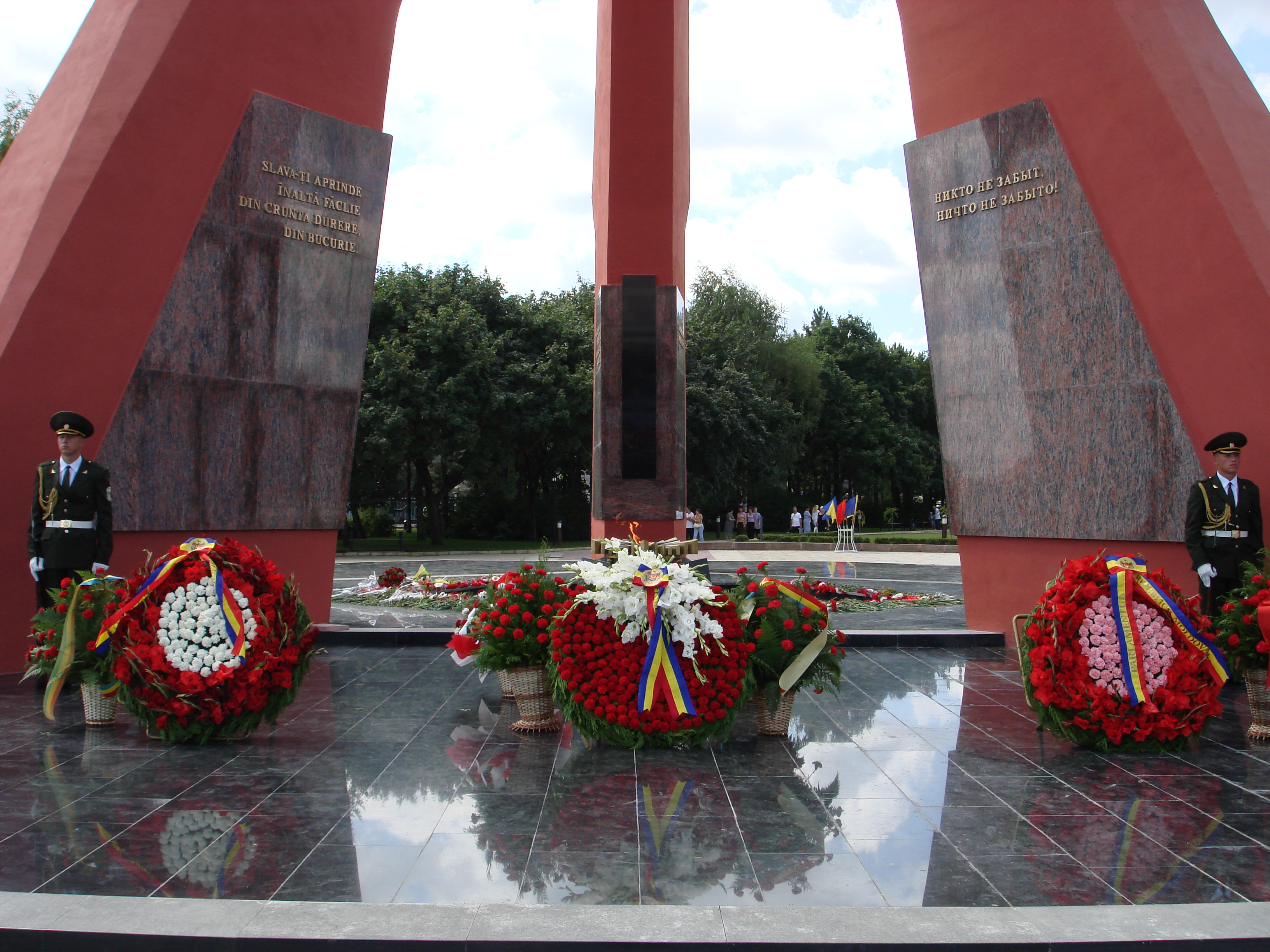
Corone del governo al monumento
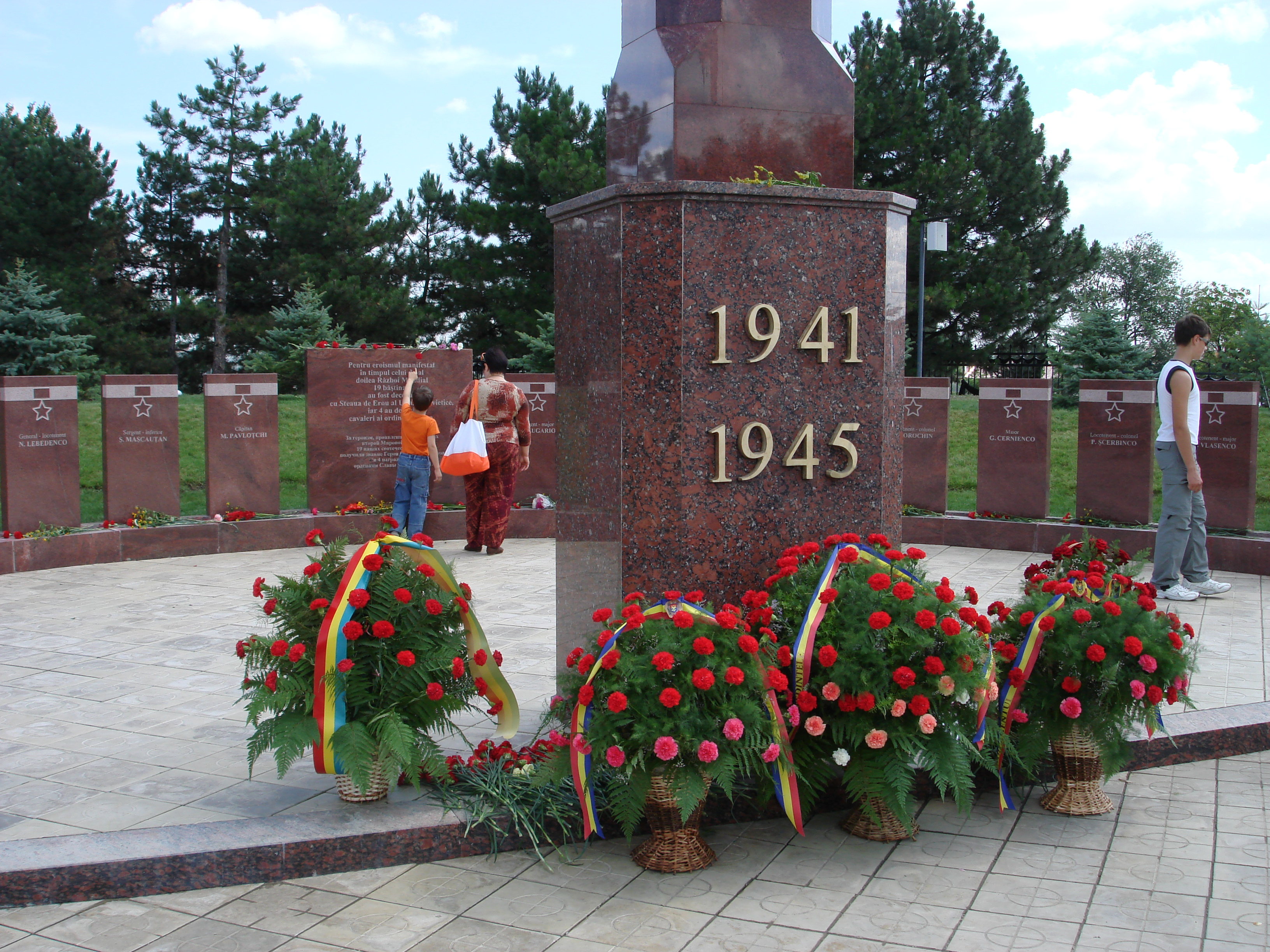
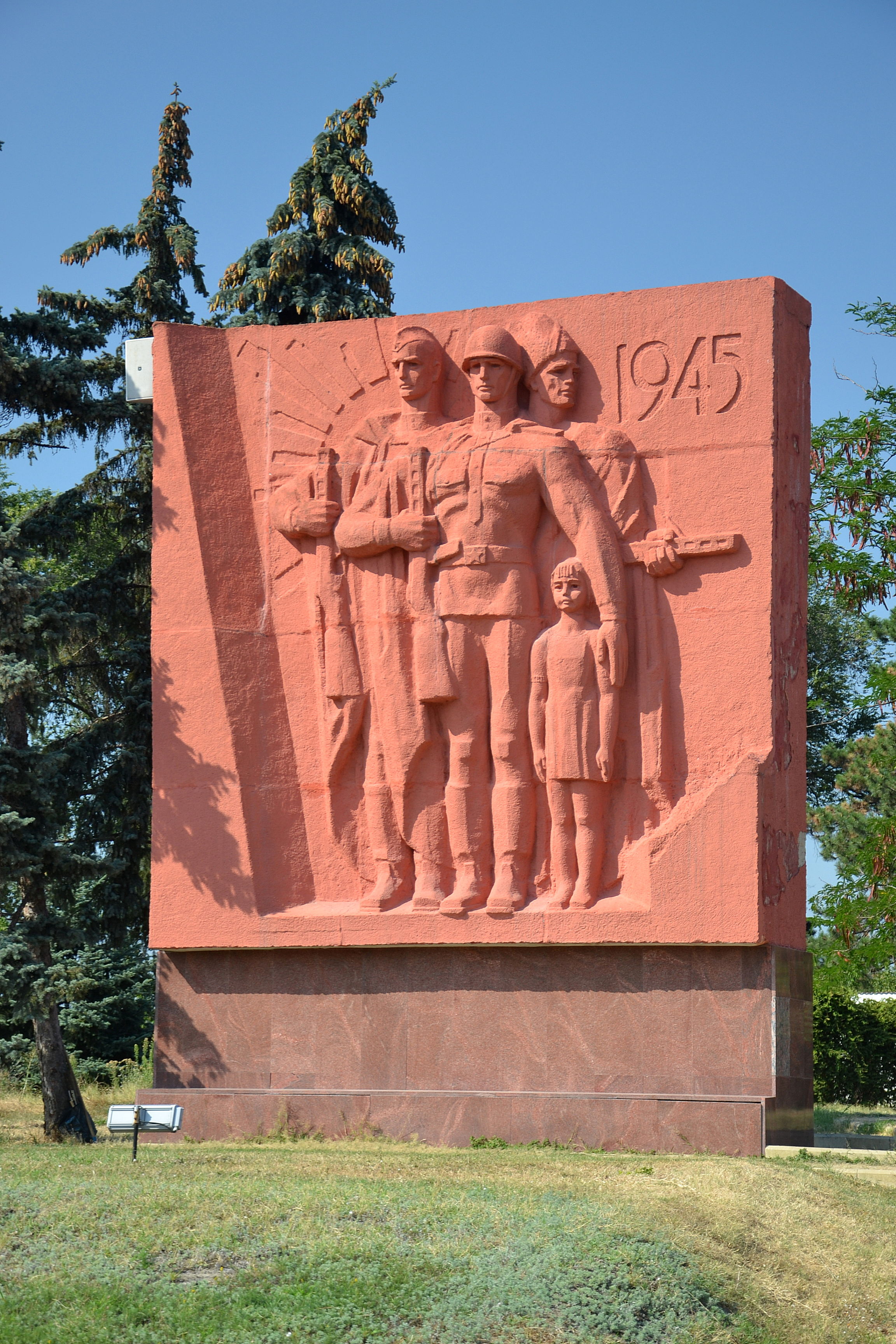
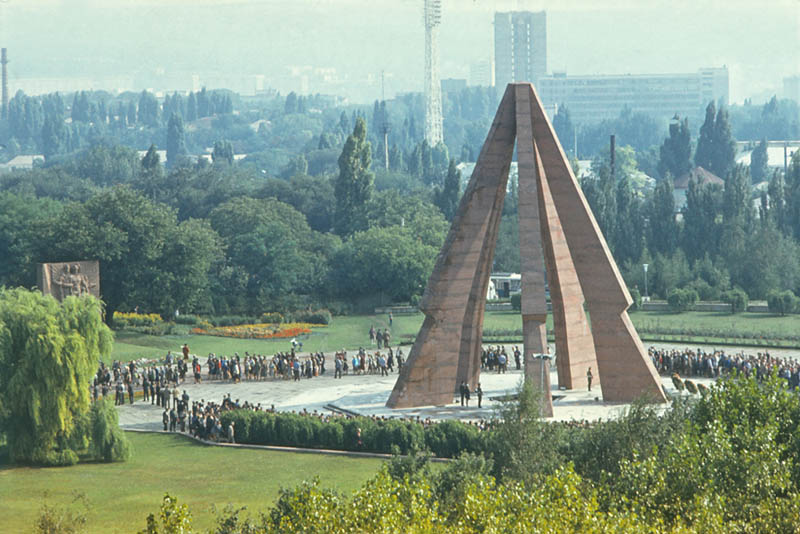
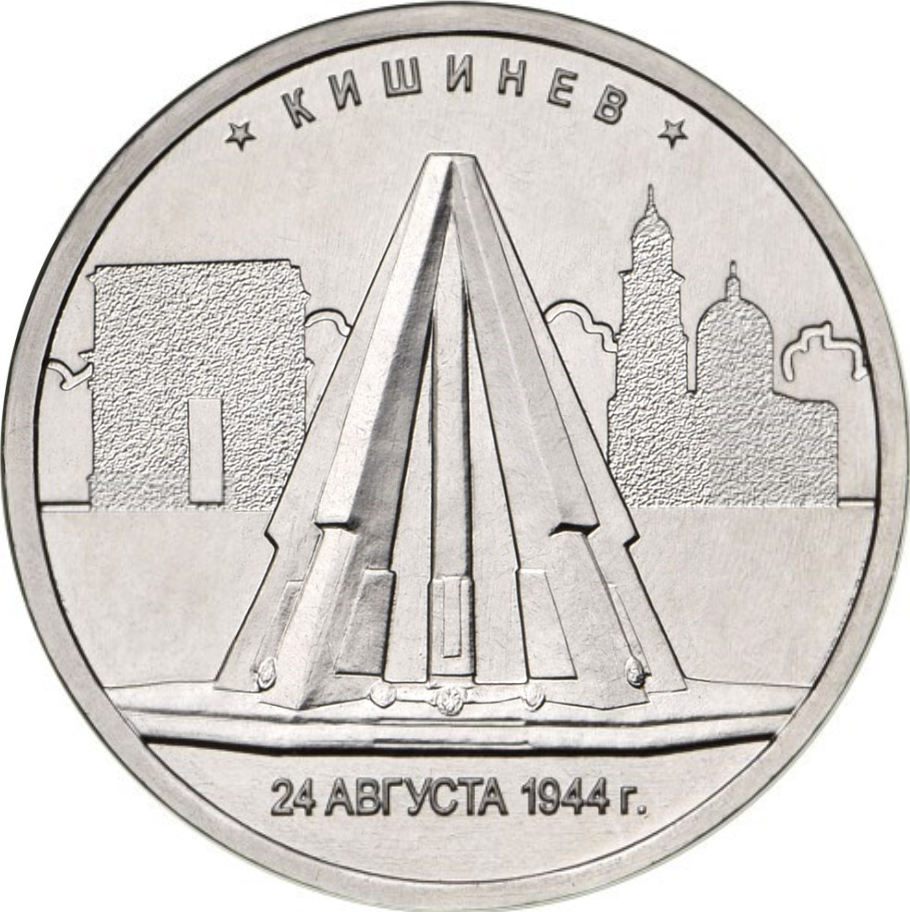
Il memoriale su una moneta commemorativa
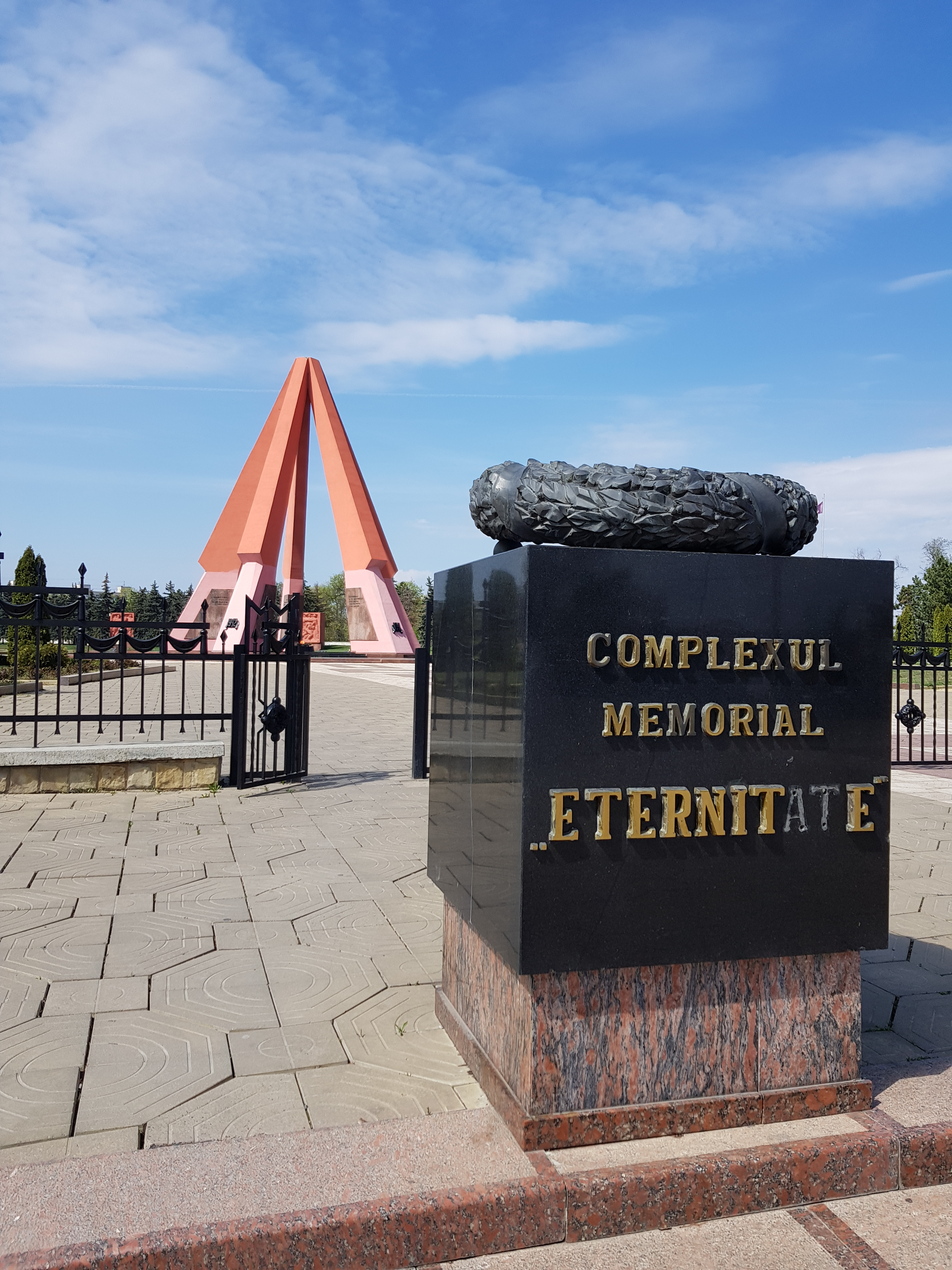
L'ingresso del memoriale